# Březová
Březová − miasto w Czechach, w kraju karlowarskim. Według danych z 31 grudnia 2007 powierzchnia miasta wynosiła 5 959 ha, a liczba jego mieszkańców 2 729 osób.

## Demografia
| Rok             | 1970  | 1980  | 1991  | 2001  | 2003  |
| --------------- | ----- | ----- | ----- | ----- | ----- |
| Liczba ludności | 3 307 | 3 096 | 2 717 | 2 781 | 2 826 |

Źródło: Czeski Urząd Statystyczny